# دون بينيت
دون بينيت (بالإنجليزية: Don Bennett)‏ هو سياسي بريطاني (وحمل سابقاً جنسية المملكة المتحدة لبريطانيا العظمى وأيرلندا)، ولد في 14 سبتمبر 1910 في توومبا في أستراليا، وتوفي في 15 سبتمبر 1986 في سلاو في المملكة المتحدة. حزبياً، نشط في الحزب الليبرالي. في الانتخابات الفرعية في مجلس العموم البريطاني ‏، انتخب عضو برلمان المملكة المتحدة الـ37 عن دائرة Middlesbrough West (UK Parliament constituency) ‏ (14 مايو 1945 – 15 يونيو 1945).

## روابط خارجية
- دون بينيت على موقع مونزينجر (الألمانية)
- دون بينيت على موقع ديسكوغز (الإنجليزية)
- دون بينيت على موقع ديسكوغز (الإنجليزية)